# Driven: Els reis de la Fórmula 1
Driven: Els reis de la Fórmula 1 (títol original: Driven) és una pel·lícula estatunidenca del 2001 dirigida per Renny Harlin i protagonitzada per Sylvester Stallone, qui també en fou productor i escriptor. Ha estat doblada al català

## Argument
La pel·lícula tracta sobre les coses i curses de cart i la dura vida d'un talentós pilot novell (Pardue) que ha de bregar amb els seus rivals i l'enorme fenomen de l'espectacle internacional. El cap d'equip (Reynolds) contracta un corredor veterà retirat, Joe Tanto (Sylvester Stallone) per donar suport a les curses i moralitzar el novell.

## Repartiment
- Sylvester Stallone - Joe Tanto
- Burt Reynolds - Carl Henry
- Kip Pardue - Jimmy Bly
- Stacy Edwards - Lucretia Clan
- Til Schweiger - Beau Brandenburg
- Gina Gershon - Cathy Heguy
- Estella Warren - Sophia Simone
- Cristián de la Fuente - Memo Moreno
- Robert Sean Leonard - Demille Bly
- Victor Luis Zuñiga - Joe nen

## Rebuda
La pel·lícula tingué una gran campanya publicitària de 10 milions de dòlars, però fou un fracàs comercial, i només recaptà 32 milions de dòlars partint d'un pressupost de 72 milions.
La pel·lícula rebé males crítiques, amb el consens de Rotten Tomatoes descrivint «personatges insuficientment desenvolupats, una dinàmica de pantalla ximple, i obvis efectes CG». Quan Jay Leno aparegué com a crític convidat al programa de televisió Ebert & Roeper, tant Leno com Richard Roeper descrigueren Driven com «la pitjor pel·lícula de cotxes mai feta, i una descripció terrible de les curses de cotxes».